# Anna van Sandick
Anna van Sandick (Utrecht, 30 september 1818 - Kleef, 4 juli 1904) was een Nederlands kunstschilderes.

## Biografie
Van Sandick was een lid van de familie Van Sandick en een dochter van luitenant-generaal Onno Zwier van Sandick (1759-1822) en Henrietta Engelina Feith (1777-1851), die beiden plantages in Suriname bezaten. 
Anna werd in 1852 lid van de Koninklijke Academie voor Beeldende Kunsten (Amsterdam). Ze was een leerlinge van Johann Bernard Klombeck en van Barend Cornelis Koekkoek; de laatste gaf haar ook lessen in Kleef waar ze vanaf 1848 met haar moeder en een zus woonde en werkte. 
Van Sandick schilderde vooral landschappen. Ze bleef ongehuwd.